# Damaliscus
Damaliscus é um gênero de bovídeos, da subfamília Antilopinae, que ocorre na África. Faz parte da tribo Alcelaphini e inclui duas espécies: o topi (Damaliscus lunatus) e o bonteboque (Damaliscus pygargus).